# Stigmella ampullata
Stigmella ampullata là một loài bướm đêm thuộc họ Nepticulidae. Nó được miêu tả bởi Scoble năm 1978. Nó được tìm thấy ở Nam Phi (Nó đã dược miêu tả ở the Kruger National Park in Transvaal).